# 誰もいない海
「誰もいない海」（だれもいないうみ）は、1967年、NET『木島則夫モーニングショー』に出演していた歌手のジェリー伊藤の「今週の歌」のために書かれた曲。
テレビ朝日系列ドラマ『越路吹雪物語』主題歌であり、大地真央が歌唱した。

## 概要
1967年、NET『木島則夫モーニングショー』「今週の歌」として、ジェリー伊藤の為に作られた曲。
初レコード化は1968年、CBSソニーから発売されたシャンソン歌手の大木康子が歌ったシングル盤である。この時はチャートインしなかった。
1970年11月5日に東芝音楽工業から発売されたトワ・エ・モワが歌ったシングル盤が大ヒット（オリコン16位）した。このため、シャンソンよりフォークのイメージが強い。トワ・エ・モワと同じ日に越路吹雪もシングル盤で発売し、競作となった（オリコン92位）。
オリジナル歌手のジェリー伊藤がレコーディングしたシングル盤は1971年に同じ東芝音楽工業リバティレーベルから発売された。
なお、作詞者の山口洋子は現代詩畑の詩人で、『よこはま・たそがれ』などの流行歌で知られる作詞家の山口洋子とは、同姓同名の別人である。また作曲者の内藤法美は、本楽曲を歌っている越路吹雪の夫である。

## シングル盤収録曲

### ジェリー伊藤 (1971)
1. 誰もいない海
  - 作詞：山口洋子、訳詞：ジェリー伊藤、作曲：内藤法美、編曲：服部克久　※3コーラス目はジェリー伊藤による英語詞になっている。
2. サヨナラ
  - 訳詞：山上路夫、作曲：ジャック・ルボー、編曲：服部克久

### トワ・エ・モワ (1970)
1. 誰もいない海
  - 作詞：山口洋子、作曲：内藤法美、編曲：森岡賢一郎
2. 青春のあやまち
  - 作詞：山上路夫、作曲：村井邦彦、編曲：川口真

### 越路吹雪 (1970)
1. 誰もいない海
  - 作詞：山口洋子、作曲・編曲：内藤法美
2. 明日は月の上で
  - 作詞：岩谷時子、作曲：サルヴァトール・アダモ、編曲：内藤法美

### 大木康子 (1969)
1. 誰もいない海
  - 作詞：山口洋子、作曲・編曲：内藤法美
2. 虹のエピローグ
  - 作詞：岩谷時子、作曲・いずみたく、編曲：大柿隆

### 大木康子 (1968)
1. 野火子
  - 作詞：五木寛之、作曲・編曲：いずみたく
2. 誰もいない海
  - 作詞：山口洋子、作曲・編曲：内藤法美

## カヴァーした主な歌手
- あべ静江 - アルバム『コーヒーショップで／みずいろの手紙』収録
- 天地真理　- アルバム『虹をわたって』収録
- 岩崎宏美　-　アルバム『Dear Friends』収録
- 香西かおり　-　アルバム『綴織百景VOL.8 のすたるじい』収録
- グラシェラ・スサーナ　-　アルバム『アドロ・サバの女王』収録
- 後藤真希・高山厳　-　アルバム『FOLK SONGS 3』収録
- 西城秀樹　-　アルバム『HIDEKI LIVE'76』収録
- 佐良直美　-　アルバム『素晴らしいフォークの世界』収録
- 藤圭子 - アルバム『聞いて下さい私の人生/デビュー七周年記念 藤圭子リサイタル』収録
- フランク永井　-　アルバム『琵琶湖周航の歌』収録
- 杜けあき - 越路吹雪トリビュート・アルバム」(CD/TOCT-24191・24192)
- 山田姉妹 - アルバム『あなた 〜よみがえる青春のメロディー』収録
- 吉幾三 - アルバム『あの頃の青春を詩う』収録
- さだまさし -  アルバム『アオハル49.69』収録[1]